# 飯田水引
飯田水引（いいだみずひき）は、長野県飯田市地方に伝え続けられてきた伝統工芸。水引の全国生産量の70%を占めている。

## 歴史
平安時代に編纂された『延喜式』に「伊奈郡より草紙献上」とあるのが記録上の初見である。
江戸時代に入ると、飯田では和紙や樽木が「米換算の年貢」に換算されるほどの名産品だった。1672年（寛文12年）、飯田藩主堀親昌が飯田大帳紙を活用した元結の製造を奨励する。1689年（元禄2年）、桜井文七が飯田元結の改良に努め、江戸の芝日陰町に販売店を設けるなど、飯田元結を「文七元結」というブランドにまで高めた。しかし、1871年（明治4年）の断髪令によって元結の需要は激減に減少し、元結を改良した水引の製造が始まった。
昭和時代に入ると、水引の使用が一般的になり、水引細工が地場産業として成長した。1945年（昭和20年）～1955年（昭和30年）には、金封、結納品飾りや鶴亀、松竹梅など立体的製品が作られるようになり、水引の結びや細工、組立の多様化・高度化が進んだ。現代では、全国の70％の水引が飯田水引である。

## 利用
- 現在の相撲協会で使用されている力士の大銀髷も飯田元結が使用されている[2]。
- 1998年の冬季長野オリンピック・長野パラリンピックが長野県で開催された際、パラリンピック入賞者には飯田の水引で作られた月桂冠樹が授与され、参加選手、役員、海外報道関係者にも記念品として水引細工が贈与され、世界に水引の名前が知られるようになった[1]。

## 見学
エス・バード（南信州広域連合産業振興と人材育成の拠点）飯田水引展示室〒395-0001 長野県飯田市座光寺3349-1　営業時間 9:00 - 18:00（毎月第1水曜・年末年始休館） 展示室内で水引細工体験（無料）ができる。詳細は施設内売店「南信州まるごとショップ おいでなんしょ」に要確認。
飯田駅観光案内所〒395-0000 長野県飯田市上飯田5356（JR飯田駅駅舎内）　営業時間 8:30 - 17:30（年末年始休業）
三遠南信自動車道天龍峡PA情報発信施設〒399-2431 長野県飯田市川路
竹田扇之助記念国際糸操り人形館〒395-0001 長野県飯田市座光寺2535　営業時間 9:00 - 17:00（毎週月曜日・祝祭日翌日・年末年始休館） 入館料が必要。

## 関連事項
- 祝儀・不祝儀
- 縁起物
- 祭礼
- 折り紙（祝儀袋の原型）
- シトラスリボン - 水引でも作られたコロナ禍での差別や偏見の防止の啓発運動のシンボルマーク